# Ґуставув (Ліпський повіт)
Ґуставув (пол. Gustawów) — село в Польщі, у гміні Хотча Ліпського повіту Мазовецького воєводства.
Населення — 60 осіб (2011).
У 1975-1998 роках село належало до Радомського воєводства.

## Демографія
Демографічна структура станом на 31 березня 2011 року:
|          | Загалом | Допрацездатний вік | Працездатний вік | Постпрацездатний вік |
| -------- | ------- | ------------------ | ---------------- | -------------------- |
| Чоловіки | 28      | 6                  | 17               | 5                    |
| Жінки    | 32      | 9                  | 18               | 5                    |
| Разом    | 60      | 15                 | 35               | 10                   |